# John Goldthorpe
John Harry Goldthorpe, né le 27 mai 1935 à Great Houghton dans le Yorkshire du Sud, est un sociologue britannique. Il est l'un des spécialistes de l'étude de la stratification sociale et de la mobilité sociale. Il a aussi apporté des contributions importantes à l'application de la théorie du choix rationnel en sociologie.
Il est étudiant de David Glass à la London School of Economics, éditeur de la revue Sociology de 1970 à 1973 et membre émérite du Nuffield College de l'université d'Oxford

## Biographie
Il étudie à Wath-upon-Dearne Grammar School, University College de Londres et à la London School of Economics.
Son travail sur la classes sociales conduit à l'établissement à la « classification de Goldthorpe », devenu l'une des méthodes de classification en sociologie. Sa classification est divisée en onze classes qui se regroupée en trois grands groupes : la classe des services, la classe intermédiaire et la classe ouvrière. John Goldthorpe contribue aussi à l'étude de la mobilité sociale. Il est connu pour sa théorie de l'embourgeoisement, développée dans un ouvrage de 1963.
Il est élu membre de la British Academy en 1984. Il est aussi membre étranger de la Académie royale des sciences de Suède depuis 2001.

## Publications
- 1963 : The affluent worker: political attitudes and behaviour. Cambridge, Cambridge University Press.  (ISBN 0-521-07204-2)
- 1987 : Social mobility and class structure in modern Britain. Oxford, Clarendon Press.  (ISBN 0-19-827286-3)
- 1989 : The uses of history in sociology: reflections on some recent tendencies. Oxford, Nuffield College.
- 1992 : Revised class schema. Londres, Social and Community Planning Research.
- 1992 : The constant flux: a study of class mobility in industrial societies. Oxford, Clarendon Press.  (ISBN 0-19-827383-5), avec Robert Erikson
- 1996 : Rational choice theory and large-scale data analysis. Oxford, Oxford University Press.
- 2000 : On sociology: numbers, narratives, and the integration of research and theory. Oxford, Oxford University Press.  (ISBN 0-19-829571-5)
- 2004 :  The economic basis of social class. Londres, Centre for Analysis of Social Exclusion, London School of Economics.
- 2007 : On Sociology (2e édition). Stanford, Stanford University Press.

## Sources
- (en) Cet article est partiellement ou en totalité issu de l’article de Wikipédia en anglais intitulé « John Goldthorpe » (voir la liste des auteurs).